# Zoon politikón

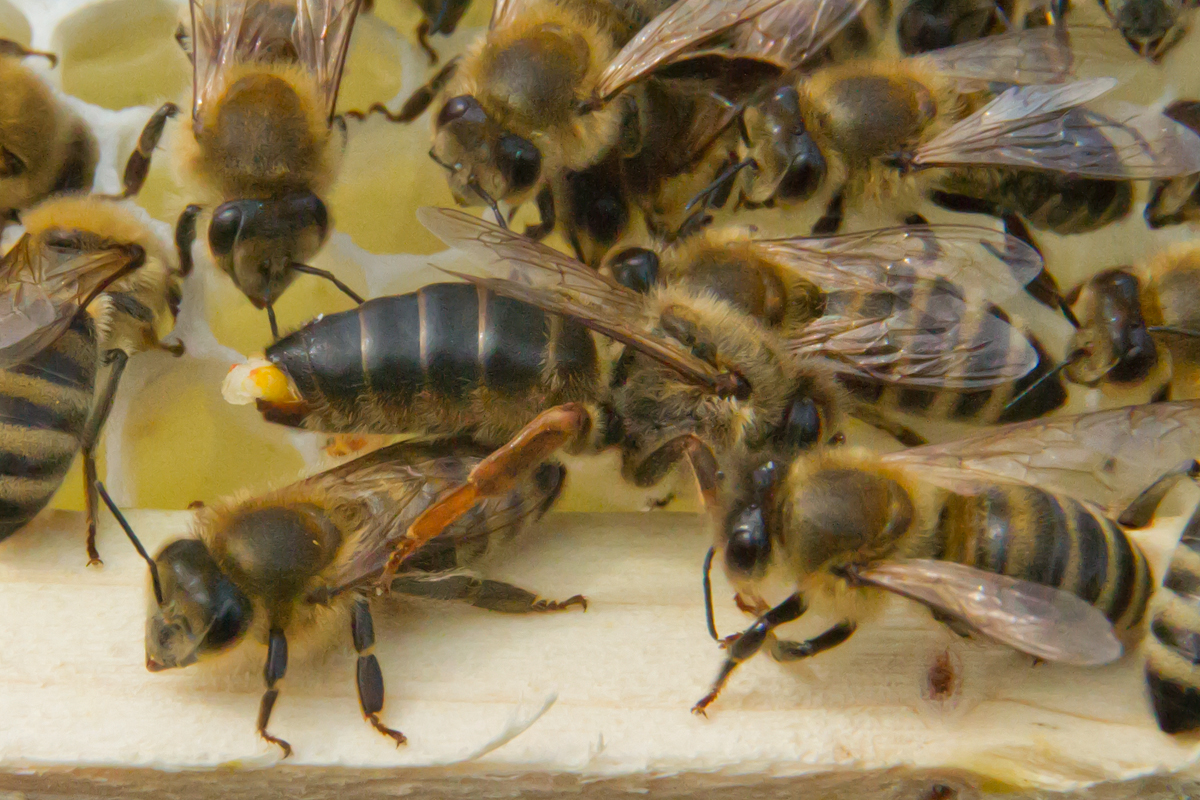
Aristóteles consideró a las abejas y hormigas como "animales políticos".

Zoon politikón (del griego antiguo ζῷον, zỗion, «animal» y πολῑτῐκόν, politikón, «político (de la polis, ciudad)», «cívico») es un concepto creado por Aristóteles, cuyo significado literal de la expresión es «animal político» o «animal cívico» y hace referencia al ser humano, el cual a diferencia de los otros animales posee la capacidad de relacionarse políticamente, es decir, crear sociedades y organizar la vida en ciudades.

## Explicación
Aristóteles combina sus observaciones naturalistas con su pensamiento político, precediendo a la etología y sociobiología. Se preocupó tanto por la naturaleza del ser humano como por sus relaciones sociopolíticas, creía que el individuo solo se puede realizar plenamente en sociedad y que posee la necesidad de vivir con otras personas (civismo), pues mediante las organizaciones políticas o polis puede alcanzar los fines propios de su especie. También, expresó que aquellos que son incapaces de vivir en sociedad o que no la necesitan por su propia naturaleza, es porque son bestias o dioses.
En el Libro I de su Política, Aristóteles sigue una cosmovisión teleológica de la naturaleza, donde «lo que es cada cosa cuando se completa su crecimiento lo llamamos la naturaleza de cada cosa» y que «el objeto para el que existe una cosa, su fin, es su principal bien; y la autosuficiencia es un fin y un bien principal». De esto concluye Aristóteles que:

ἐκ τούτων οὖν φανερὸν ὅτι τῶν φύσει ἡ πόλις ἐστί, καὶ ὅτι ὁ ἄνθρωπος φύσει πολιτικὸν ζῷον, καὶ ὁ ἄπολις διὰ φύσιν καὶ οὐ διὰ τύχην ἤτοι φαῦλός ἐστιν, ἢ κρείττων ἢ ἄνθρωπος.
De todo esto es evidente que la ciudad es una de las
cosas naturales, y que el hombre es por naturaleza un animal social, y que el insocial por naturaleza y no por azar es o un ser inferior o un ser superior al hombre.
Política, I. 1253a 2-8

Para Aristóteles, el hombre es un "animal político", es decir, un ser que vive en una ciudad (del griego polis). Él ve evidencia en que los hombres son seres sociales en el hecho de que "la naturaleza no hace nada en vano, los ha dotado de la capacidad de hablar, haciéndolos capaces de compartir conceptos morales como la justicia". El hombre no es el único animal social, como abejas, avispas, hormigas y grullas también son capaces de organizarse por un objetivo común.
Aristóteles, en el Libro I de su Política, considera que la ciudad y las leyes son "naturales". Según él, los seres humanos primero se unieron para reproducirse, luego crearon aldeas con "maestros naturales", capaces de gobernar, y "esclavos naturales", utilizados por su fuerza de trabajo. Finalmente, varias aldeas se han unido para formar una ciudad-estado.